# Smilno
Smilno es un municipio del distrito de Bardejov en la región de Prešov, Eslovaquia, con una población estimada a final del año 2024 de 691 habitantes.
Se encuentra ubicado en el centro-norte de la región, cerca del río Topľa (cuenca hidrográfica del río Tisza) y de la frontera con Polonia.

## Demografía
| Año        | 1994 | 2004    | 2014    | 2024    |
| ---------- | ---- | ------- | ------- | ------- |
| Población  | 725  | 713     | 706     | 691     |
| Diferencia |      | −1,65 % | −0,98 % | −2,12 % |

| Año        | 2023 | 2024    |
| ---------- | ---- | ------- |
| Población  | 689  | 691     |
| Diferencia |      | +0,29 % |